# Acyphoderes yucateca
Acyphoderes yucateca är en skalbaggsart som först beskrevs av Bates 1892.  Acyphoderes yucateca ingår i släktet Acyphoderes och familjen långhorningar.
Artens utbredningsområde är Honduras. Inga underarter finns listade i Catalogue of Life.